# Goussainville (ancienne commune)
Pour les articles homonymes, voir Goussainville.
Goussainville est une ancienne commune française située dans le département d'Eure-et-Loir en région Centre-Val de Loire.
Le 1er janvier 2015, la commune fusionne avec la commune voisine de Champagne pour donner naissance à la commune nouvelle de Goussainville. Les deux communes fusionnées deviennent communes déléguées.
Le 26 juin 2015, le conseil municipal de la commune nouvelle décide de supprimer ces délégations.

## Géographie

### Situation
La commune est limitrophe du département des Yvelines et de la région Île-de-France.

Situation géographique
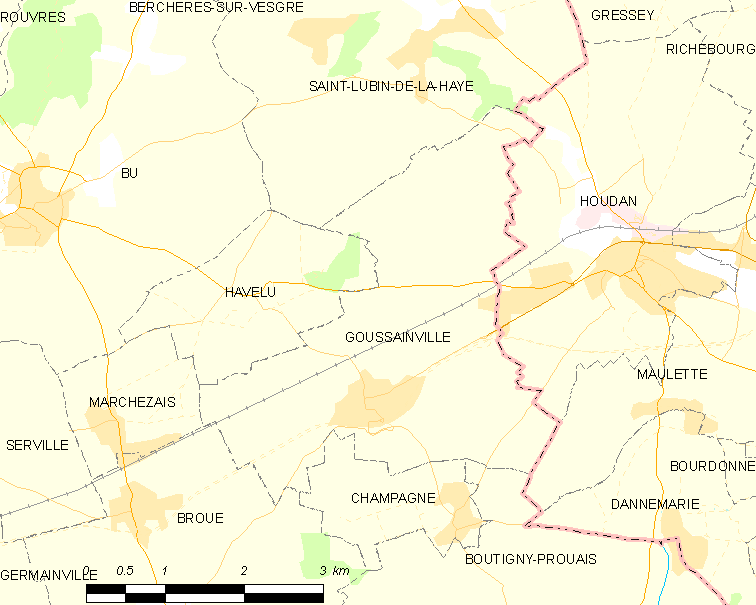
Carte de la commune de Goussainville, 2012.

### Communes limitrophes
|                   | Saint-Lubin-de-la-Haye |                                       |
| Havelu Marchezais | Goussainville          | Houdan (Yvelines) Maulette (Yvelines) |
| Broué             | Champagne              | Boutigny-Prouais                      |

### Hydrographie
La commune est traversée par la rivière la Vesgre, affluent de l'Eure en rive droite, sous-affluent du fleuve la Seine.

## Toponymie
Le nom de la localité est attesté sous les formes Goussainvilla en 1113, Gonsenvilla vers 1250[réf. nécessaire].

## Politique et administration

### Liste des maires
| Période | Période          | Identité      | Étiquette | Qualité              |
| ------- | ---------------- | ------------- | --------- | -------------------- |
| 1945    | 2001             | Marceau Cadot |           |                      |
| 2001    | 2008             | Luc Bontemps  |           |                      |
| 2008    | 31 décembre 2014 | Michel Cadot  | SE        | Agriculteur retraité |

## Population et société

### Démographie
L'évolution du nombre d'habitants est connue à travers les recensements de la population effectués dans la commune depuis 1793. À partir du 1er janvier 2009, les populations légales des communes sont publiées annuellement dans le cadre d'un recensement qui repose désormais sur une collecte d'information annuelle, concernant successivement tous les territoires communaux au cours d'une période de cinq ans. 
Pour les communes de moins de 10 000 habitants, une enquête de recensement portant sur toute la population est réalisée tous les cinq ans, les populations légales des années intermédiaires étant quant à elles estimées par interpolation ou extrapolation. Pour la commune, le premier recensement exhaustif entrant dans le cadre du nouveau dispositif a été réalisé en 2005,.
En 2012, la commune comptait 985 habitants, en évolution de +17,54 % par rapport à 2007 (Eure-et-Loir : +1,94 %, France hors Mayotte : +2,49 %).
| 1793 | 1800 | 1806 | 1821 | 1831 | 1836 | 1841 | 1846 | 1851 |
| ---- | ---- | ---- | ---- | ---- | ---- | ---- | ---- | ---- |
| 522  | 480  | 497  | 508  | 573  | 557  | 585  | 605  | 614  |

| 1856 | 1861 | 1866 | 1872 | 1876 | 1881 | 1886 | 1891 | 1896 |
| ---- | ---- | ---- | ---- | ---- | ---- | ---- | ---- | ---- |
| 608  | 602  | 612  | 597  | 599  | 559  | 538  | 563  | 524  |

| 1901 | 1906 | 1911 | 1921 | 1926 | 1931 | 1936 | 1946 | 1954 |
| ---- | ---- | ---- | ---- | ---- | ---- | ---- | ---- | ---- |
| 515  | 511  | 479  | 428  | 450  | 454  | 404  | 377  | 408  |

| 1962 | 1968 | 1975 | 1982 | 1990 | 1999 | 2005 | 2010 | 2012 |
| ---- | ---- | ---- | ---- | ---- | ---- | ---- | ---- | ---- |
| 371  | 384  | 406  | 505  | 699  | 734  | 799  | 927  | 985  |

## Culture locale et patrimoine

### Lieux et monuments
- Église Saint-Aignan ;
- Château d'Orval, XVe siècle[7] ;
- Monument aux morts.

Lieux et monuments
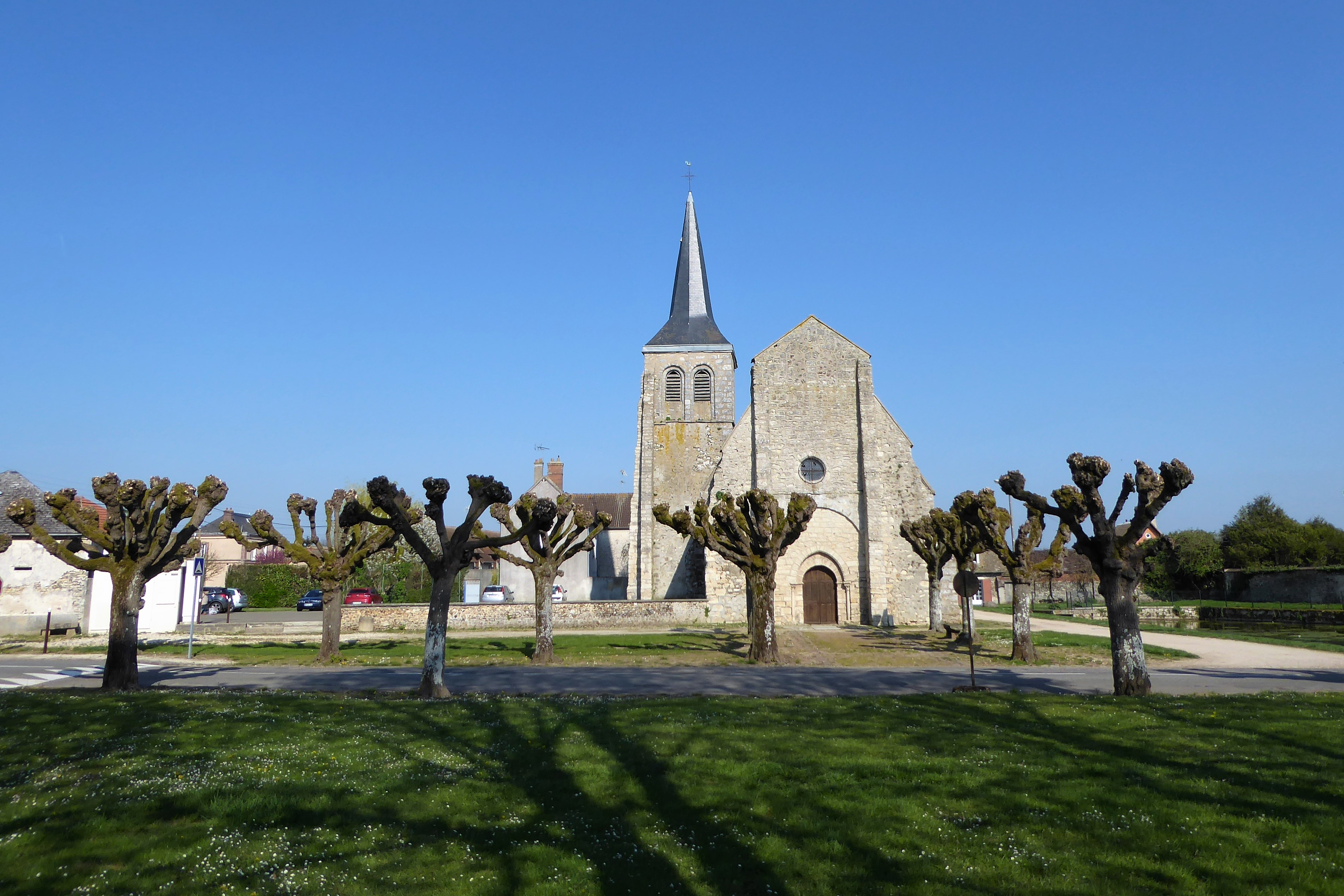
L'église Saint-Aignan.
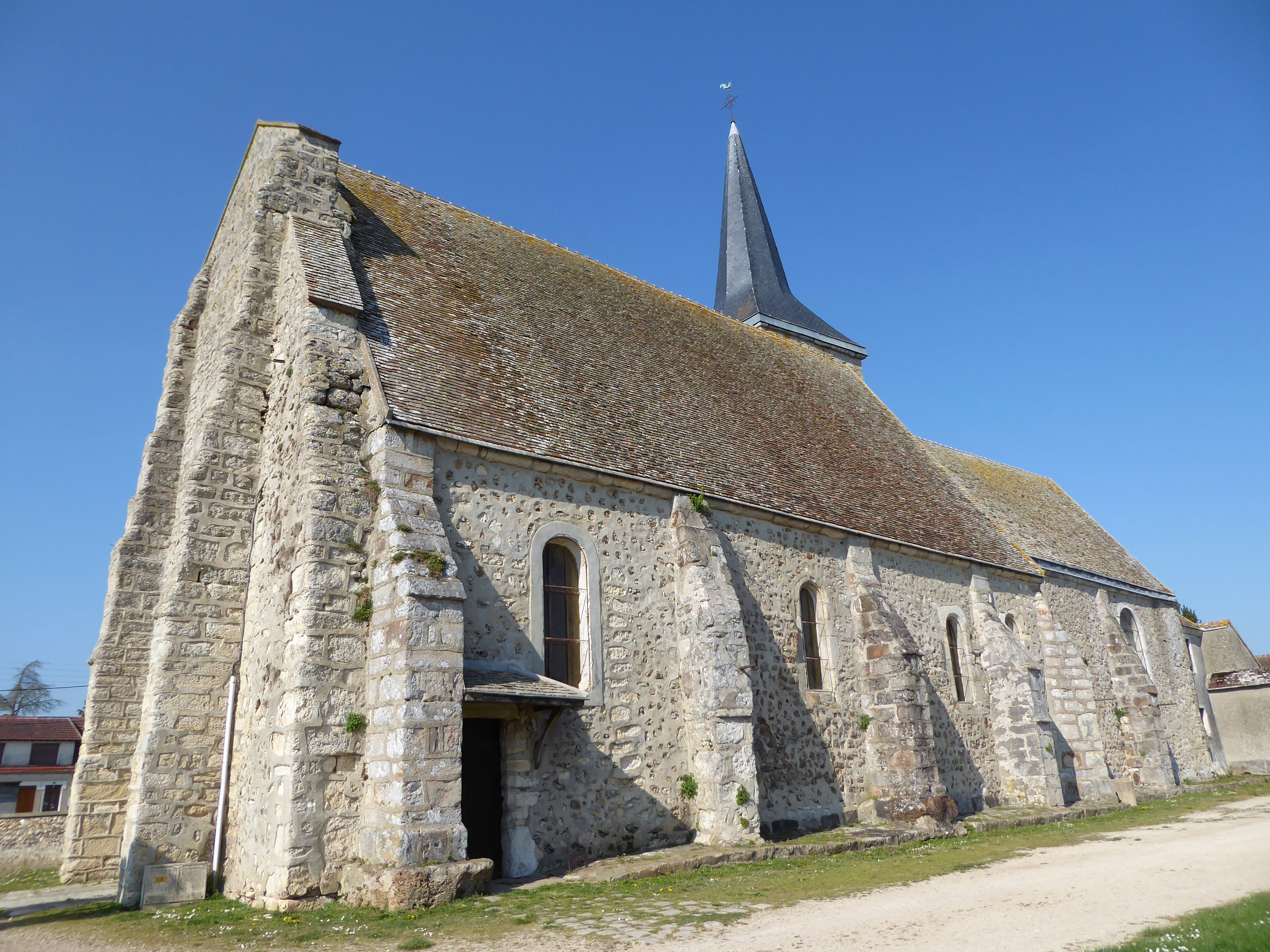
Le mur sud de l'église.
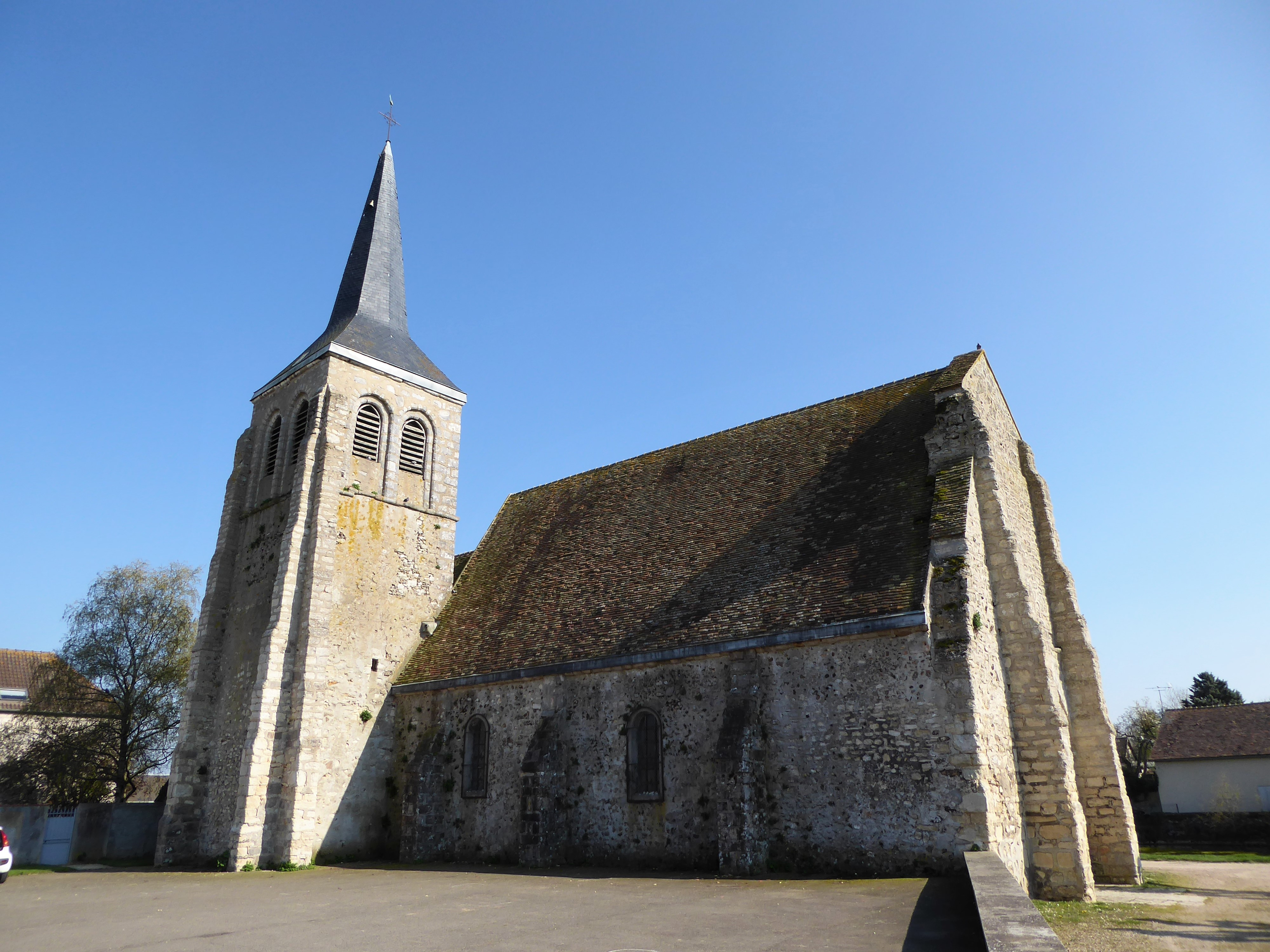
Le clocher et le mur nord.
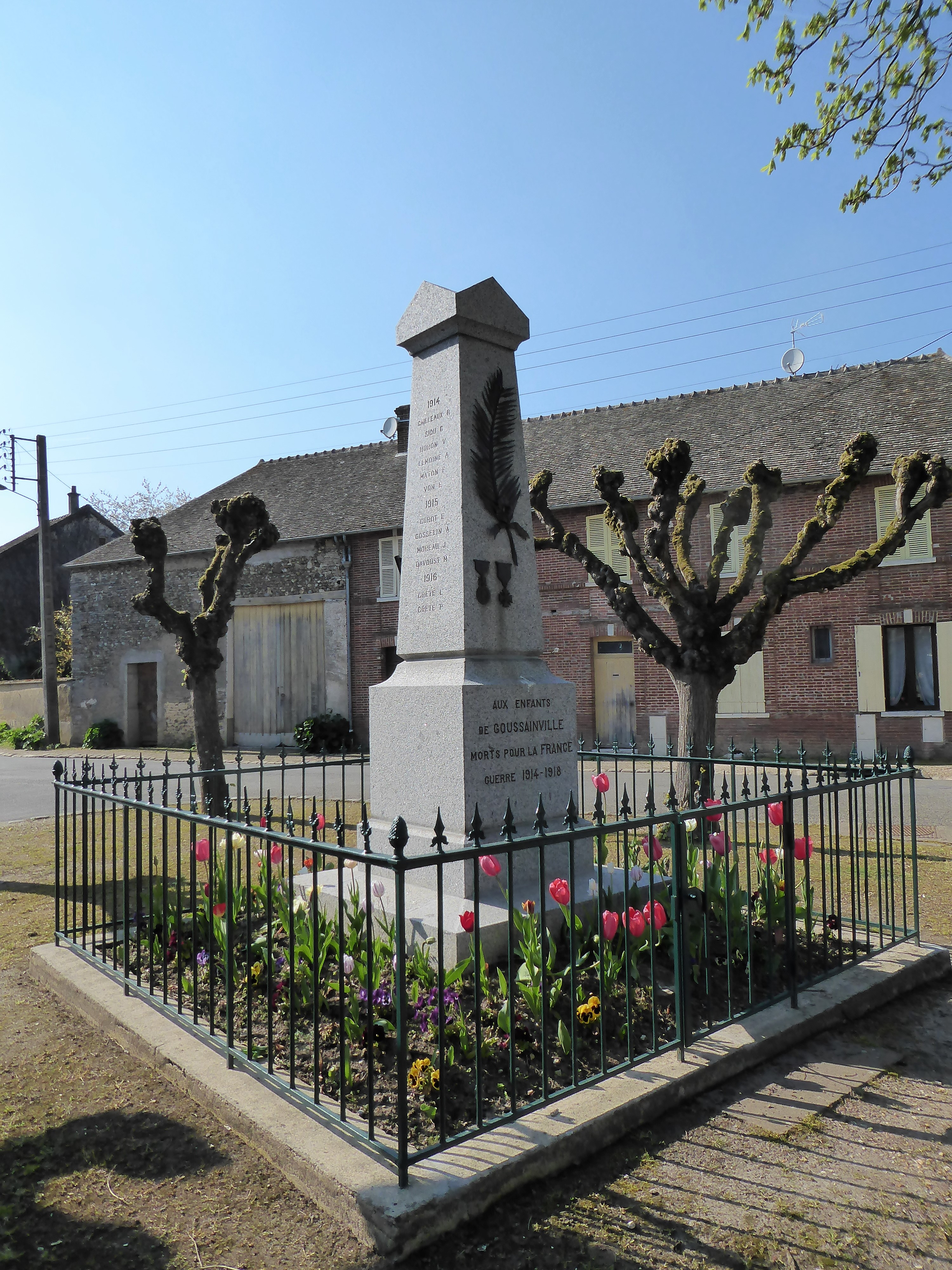
Le monument aux morts.
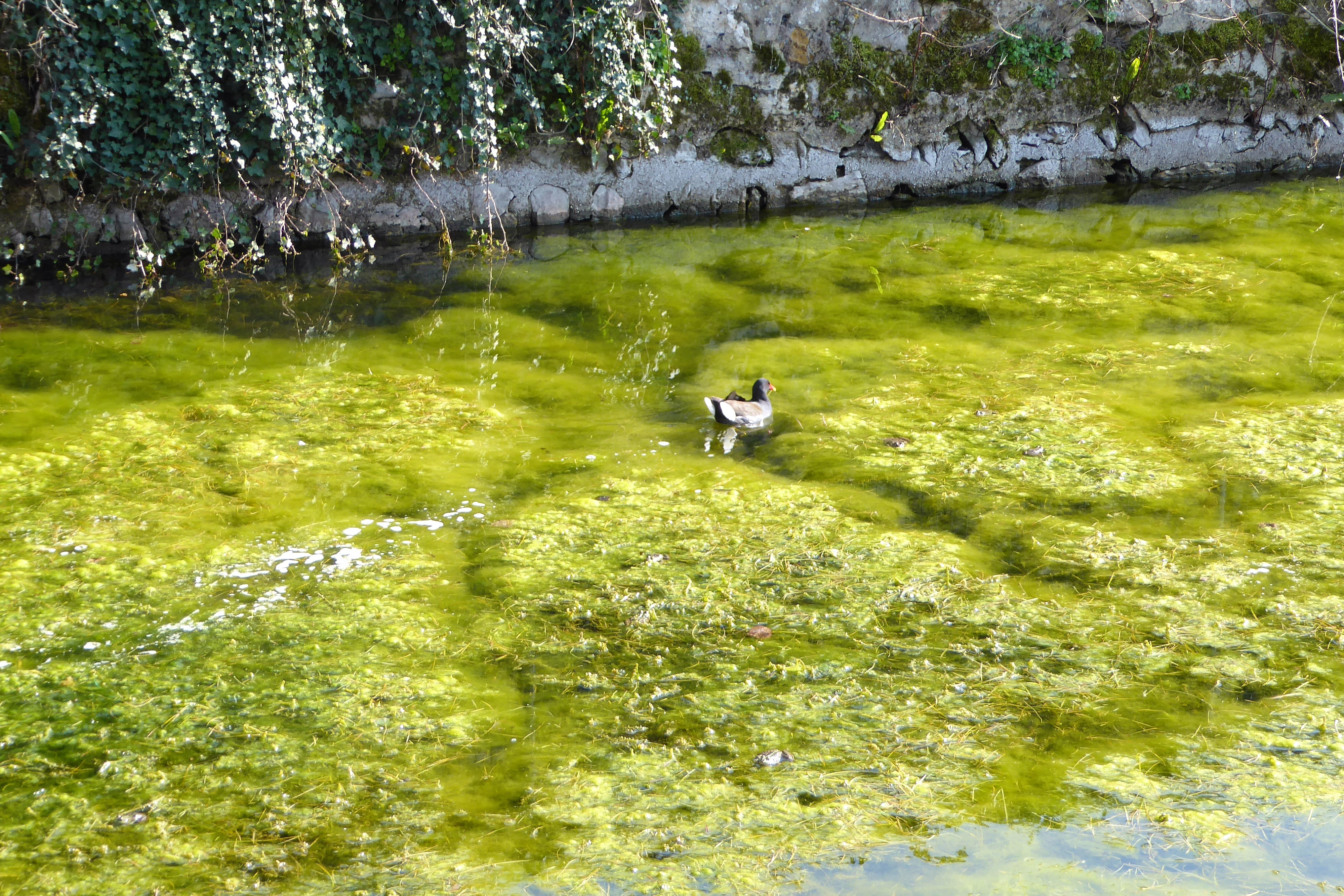
La mare au canard.